# Bahnstrecke Béziers–Neussargues
| Panorama des Garabit-Viaducts, Sommer 2011 |                      |                                                                                              |                                                                                              |
| |                      |                                                                                              |                                                                                              |
| Streckennummer (SNCF): | 722 000              |                                                                                              |                                                                                              |
| Kursbuchstrecke (SNCF): | 21, 48               |                                                                                              |                                                                                              |
| Streckenlänge: | 277 km               |                                                                                              |                                                                                              |
| Spurweite: | 1435 mm (Normalspur) |                                                                                              |                                                                                              |
| Stromsystem: | 1,5 kV =             |                                                                                              |                                                                                              |
| Maximale Neigung: | 34 ‰                 |                                                                                              |                                                                                              |
| Streckengeschwindigkeit: | 105 km/h             |                                                                                              |                                                                                              |
| |                      |                                                                                              |                                                                                              |
| \| \| \| Bahnstrecke Bordeaux–Sète von Bordeaux \| \| \| \| 431,6 \| Béziers \| 18 m \| \| \| 433 \| Bahnstrecke Bordeaux–Sète nach Sète \| Bahnstrecke Bordeaux–Sète nach Sète \| \| \| 438,4 \| La Capelière \| 70 m \| \| \| 441,3 \| Ribaute-lès-Lieuran \| 63 m \| \| \| 443,1 \| Libron (36 m) \| Libron (36 m) \| \| \| 443,4 \| Lieuran-Bassan \| 70 m \| \| \| 446,7 \| Espondeilhan \| 103 m \| \| \| 450,1 \| Magalas \| 116 m \| \| \| 456,6 \| Laurens \| 174 m \| \| \| 459,2 \| Tunnel de Combe Escure (213 m) \| Tunnel de Combe Escure (213 m) \| \| \| \| Bahnstrecke Faugères–Paulhan von Paulhan \| \| \| \| 462,9 \| Tunnel de Labonneau (101 m) \| Tunnel de Labonneau (101 m) \| \| \| 464 \| Tunnel de Faugères (138 m) \| Tunnel de Faugères (138 m) \| \| \| 464,5 \| Faugères \| 259 m \| \| \| 465,2 \| Tunnel de Pétafy (1862 m) \| Tunnel de Pétafy (1862 m) \| \| \| 467,6 \| La Caumette \| 262 m \| \| \| 467,8 \| Alte Trassenführung (bis 1884) \| Alte Trassenführung (bis 1884) \| \| \| 467,5 \| Tunnel de La Caumette (623 m) \| Tunnel de La Caumette (623 m) \| \| \| 470,1 \| Tunnel de Saint-Raphaël (133 m) \| Tunnel de Saint-Raphaël (133 m) \| \| \| 471 \| Viaduc des Arénasses (162 m) \| Viaduc des Arénasses (162 m) \| \| \| 471,2 \| Tunnel de Coste-Calde (256 m) \| Tunnel de Coste-Calde (256 m) \| \| \| 472 \| Orb (111 m) \| Orb (111 m) \| \| \| 472,1 \| Tunnel de Vèbres (82 m) \| Tunnel de Vèbres (82 m) \| \| \| 472,5 \| Viaduc de Vèbres (172 m) \| Viaduc de Vèbres (172 m) \| \| \| 473,5 \| Tunnel de la Tourbelle (204 m) \| Tunnel de la Tourbelle (204 m) \| \| \| 473,9 \| Bédarieux (Alter Bahnhof) \| 224 m \| \| \| 474,1 \| Bahnstrecke Castres–Bédarieux von Castres \| Bahnstrecke Castres–Bédarieux von Castres \| \| \| 474,5 \| Bédarieux \| 196 m \| \| \| 474,6 \| Viaduc de l’Orb (554 m) \| Viaduc de l’Orb (554 m) \| \| \| 475 476,7 \| Abzw. Viaduc de l’Orb (Kilometersprung) \| Abzw. Viaduc de l’Orb (Kilometersprung) \| \| \| 476,9 \| Tunnel du Four-à-Chaux (358 m) \| Tunnel du Four-à-Chaux (358 m) \| \| \| 477,6 \| La Tour-sur-Orb (Alter Bahnhof) \| 210 m \| \| \| \| \| \| \| \| \| Bahnstrecke La Tour-sur-Orb–Plaisance-Andabre nach Plaisance-A. \| \| \| \| \| \| \| \| \| 478,6 \| La Tour-sur-Orb (neu) \| 245 m \| \| \| 483,4 \| Viaduc de Cagaronne (63 m) \| Viaduc de Cagaronne (63 m) \| \| \| 483,6 \| Le Bousquet-d’Orb \| 251 m \| \| \| 484,1 \| Orb (74 m) \| Orb (74 m) \| \| \| 486,6 \| Tunnel de Lunas (112 m) \| Tunnel de Lunas (112 m) \| \| \| 486,8 \| Lunas \| 284 m \| \| \| 489,1 \| Viaduc du Béros (92 m) \| Viaduc du Béros (92 m) \| \| \| 489,9 \| Viaduc du Valat Heirne (43 m) \| Viaduc du Valat Heirne (43 m) \| \| \| 490,2 \| Joncels \| 373 m \| \| \| 490,5 \| Viaduc de Juin (ruisseau de Juin) (57 m) \| Viaduc de Juin (ruisseau de Juin) (57 m) \| \| \| 492,6 \| Tunnel des Joncelets (ou de La Boissière) (203 m) \| Tunnel des Joncelets (ou de La Boissière) (203 m) \| \| \| 493 \| Viaduc de l’Usclade (ruisseau de Sauclet) (125 m) \| Viaduc de l’Usclade (ruisseau de Sauclet) (125 m) \| \| \| 493,3 \| Tunnel des Cabrils n°1 (1426 m) \| Tunnel des Cabrils n°1 (1426 m) \| \| \| 494,7 \| Tunnel des Cabrils n°2 (160 m) \| Tunnel des Cabrils n°2 (160 m) \| \| \| 495,3 \| Les Cabrils \| 525 m \| \| \| 500,3 \| Ceilhes-Roqueredonde \| 462 m \| \| \| 500,7 \| Orb (24 m); Département Hérault/Aveyron \| Orb (24 m); Département Hérault/Aveyron \| \| \| 504,7 \| Tunnel de Saint-Xist (1722 m) \| Tunnel de Saint-Xist (1722 m) \| \| \| 508,1 \| Montpaon \| 481 m \| \| \| 509,1 \| Sorgues (29 m) \| Sorgues (29 m) \| \| \| 511,7 \| Tunnel de Saint-Beaulize (121 m) \| Tunnel de Saint-Beaulize (121 m) \| \| \| 512 \| Lauglanet-Saint-Beaulize \| 562 m \| \| \| 514,1 \| Lauglanet-Saint-Beaulize (Alter Bahnhof) \| 609 m \| \| \| 517,3 \| Tunnel du Puech-Loubié (26 m) \| Tunnel du Puech-Loubié (26 m) \| \| \| 518,1 \| Saint-Jean-et-Saint-Paul \| 500 m \| \| \| \| \| \| \| \| 521,9 \| Bahnstrecke Tournemire-Roquefort–Saint-Affrique von Saint-Affrique \| Bahnstrecke Tournemire-Roquefort–Saint-Affrique von Saint-Affrique \| \| \| \| \| \| \| \| 524,6 \| Tournemire-Roquefort \| 498 m \| \| \| \| Bahnstrecke Tournemire-Roquefort–Le Vigan nach Le Vigan \| \| \| \| 529,9 \| Cernon (31 m) \| Cernon (31 m) \| \| \| 531,7 \| Saint-Rome-de-Cernon \| 404 m \| \| \| 534,3 \| Cernon (33 m) \| Cernon (33 m) \| \| \| 538,2 \| Saint-Georges-de-Luzençon \| 356 m \| \| \| 540,1 \| Cernon (127 m) \| Cernon (127 m) \| \| \| 541,8 \| Peyre \| 347 m \| \| \| 543,7 \| Viaduc de Millau \| Viaduc de Millau \| \| \| 547,5 \| Tunnel de Calès (91 m) \| Tunnel de Calès (91 m) \| \| \| 549,4 \| Millau \| 379 m \| \| \| 555,5 \| Aguessac \| 372 m \| \| \| 556,5 \| Viaduc d’Aguessac (239 m) \| Viaduc d’Aguessac (239 m) \| \| \| 557,2 \| Viaduc des Terrals (214 m) \| Viaduc des Terrals (214 m) \| \| \| 558,5 \| Tunnel de Pergassan (71 m) \| Tunnel de Pergassan (71 m) \| \| \| 559,9 \| La Cresse-Rivière \| 507 m \| \| \| 560,5 \| Tunnel de Rivière (101 m) \| Tunnel de Rivière (101 m) \| \| \| 561,7 \| Viaduc de Lavade (45 m) \| Viaduc de Lavade (45 m) \| \| \| 562,3 \| Tunnel de Sagnas (78 m) \| Tunnel de Sagnas (78 m) \| \| \| 564,8 \| Tunnel de Vézouillac (303 m) \| Tunnel de Vézouillac (303 m) \| \| \| 565,4 \| Viaduc de Vézouillac (165 m) \| Viaduc de Vézouillac (165 m) \| \| \| 568,6 \| Tunnel de la Souque (243 m) \| Tunnel de la Souque (243 m) \| \| \| 569,6 \| Tunnel de Mialas (653 m) \| Tunnel de Mialas (653 m) \| \| \| 570,5 \| Engayresque \| 839 m \| \| \| 571 \| Tunnel d’Engayresque (872 m) \| Tunnel d’Engayresque (872 m) \| \| \| 574,6 \| Tunnel de Gaudolet (81 m) \| Tunnel de Gaudolet (81 m) \| \| \| 574,8 \| Tunnel de la Grotte (77 m) \| Tunnel de la Grotte (77 m) \| \| \| 575,1 \| Tunnel de Sermels (117 m) \| Tunnel de Sermels (117 m) \| \| \| 579 \| Aveyron (19 m) \| Aveyron (19 m) \| \| \| 579,6 \| Sévérac-le-Château \| 670 m \| \| \| 579,9 \| Bahnstrecke Sévérac-le-Château–Rodez nach Rodez \| Bahnstrecke Sévérac-le-Château–Rodez nach Rodez \| \| \| 585,8 \| Tunnel du Bez (723 m) \| Tunnel du Bez (723 m) \| \| \| 588,8 \| Tarnesque \| 772 m \| \| \| 590,2 \| Tunnel de Tarnesque (327 m) \| Tunnel de Tarnesque (327 m) \| \| \| 590,7 \| Viaduc de Tarnesque (112 m) \| Viaduc de Tarnesque (112 m) \| \| \| 592,1 \| Tunnel de Séguy (297 m) \| Tunnel de Séguy (297 m) \| \| \| 593,2 \| Campagnac-Saint-Geniez \| 660 m \| \| \| 593,5 \| Tunnel de Campagnac (1199 m) \| Tunnel de Campagnac (1199 m) \| \| \| 596,1 \| Viaduc de Saint-Laurent-d’Olt (269 m) \| Viaduc de Saint-Laurent-d’Olt (269 m) \| \| \| 597,7 \| Saint-Laurent-d’Olt \| 545 m \| \| \| 599,8 \| Département Aveyron/Lozère \| Département Aveyron/Lozère \| \| \| 599,9 \| Lot, Viaduc de Miègerivière (100 m) \| Lot, Viaduc de Miègerivière (100 m) \| \| \| 605,6 \| Banassac-La Canourgue \| 529 m \| \| \| 608,6 \| Lot, Viaduc de Jarnelle (88 m) \| Lot, Viaduc de Jarnelle (88 m) \| \| \| 609,1 \| Tunnel de Salmon (223 m) \| Tunnel de Salmon (223 m) \| \| \| 609,3 \| Auxillac-Montjézieu \| 590 m \| \| \| 610,6 \| Tunnel d’Auxillac (202 m) \| Tunnel d’Auxillac (202 m) \| \| \| 611,6 \| Tunnel de Célets (614 m) \| Tunnel de Célets (614 m) \| \| \| 612,4 \| Tunnel de Pontilhac (267 m) \| Tunnel de Pontilhac (267 m) \| \| \| 612,8 \| Lot, Viaduc de Moriès (69 m) \| Lot, Viaduc de Moriès (69 m) \| \| \| 612,9 \| Tunnel des Ajustons (63 m) \| Tunnel des Ajustons (63 m) \| \| \| 613 \| Viaduc des Ajustons (Colagne) (45 m) \| Viaduc des Ajustons (Colagne) (45 m) \| \| \| 613,6 \| 2× Viaduc de Saint-Pierre und Bois-Rôti (35 m+56 m) \| 2× Viaduc de Saint-Pierre und Bois-Rôti (35 m+56 m) \| \| \| \| \| \| \| \| \| Bahnstrecke Monastier–La Bastide-Saint-Laurent-les-Bains von La Bastide-St-Laurent-les-Bains \| \| \| \| \| \| \| \| \| 614,1 \| Viaduc de la Bohémienne (Colagne) (45 m) \| Viaduc de la Bohémienne (Colagne) (45 m) \| \| \| 615,2 \| Le Monastier \| 611 m \| \| \| 617,4 \| Chirac \| 639 m \| \| \| 617,7 \| Viaduc de Chirac (Viouriègre) (65 m) \| Viaduc de Chirac (Viouriègre) (65 m) \| \| \| 619,9 \| Viaduc du Piou (175 m) \| Viaduc du Piou (175 m) \| \| \| 620,3 \| Marvejols \| 680 m \| \| \| 622,3 \| Viaduc de Sénouard (228 m) \| Viaduc de Sénouard (228 m) \| \| \| 623,5 \| Viaduc de Maison Rouge (78 m) \| Viaduc de Maison Rouge (78 m) \| \| \| 624,6 \| Viaduc du Lignon (130 m) \| Viaduc du Lignon (130 m) \| \| \| 624,9 \| Viaduc de Chanteperdrix (231 m) \| Viaduc de Chanteperdrix (231 m) \| \| \| 626,2 \| Viaduc de Merdaric (80 m) \| Viaduc de Merdaric (80 m) \| \| \| 626,4 \| Tunnel de Sainte-Lucie (1104 m) \| Tunnel de Sainte-Lucie (1104 m) \| \| \| 628,4 \| Tunnel de la Griffoulière (105 m) \| Tunnel de la Griffoulière (105 m) \| \| \| 628,8 \| Tunnel d’Estoura (213 m) \| Tunnel d’Estoura (213 m) \| \| \| 629,7 \| Crueize, Viaduc de l’Enfer (170 m) \| Crueize, Viaduc de l’Enfer (170 m) \| \| \| 632,5 \| Viaduc de Chapchiniès (56 m) \| Viaduc de Chapchiniès (56 m) \| \| \| 634,5 \| Tunnel du Born (511 m) \| Tunnel du Born (511 m) \| \| \| 635,1 \| Saint-Sauveur-de-Peyre \| 1030 m \| \| \| 637,9 \| Viaduc du Triboulin (56 m) \| Viaduc du Triboulin (56 m) \| \| \| 641,1 \| Tunnel d’Aumont (235 m) \| Tunnel d’Aumont (235 m) \| \| \| 641,9 \| Aumont-Aubrac \| 1041 m \| \| \| 646,1 \| Viaduc de la Rimeize (130 m) \| Viaduc de la Rimeize (130 m) \| \| \| 646,6 \| A 75 (75 m) \| A 75 (75 m) \| \| \| 652,9 \| Saint-Chély-d’Apcher \| 994 m \| \| \| 657 \| Tunnel d’Herbouze (343 m) \| Tunnel d’Herbouze (343 m) \| \| \| 660,6 \| Arcomie \| 1054 m \| \| \| 663,5 \| Départementgrenze Lozère-Cantal \| Départementgrenze Lozère-Cantal \| \| \| 665,2 \| A 75 \| A 75 \| \| \| 668,1 \| Loubaresse \| 953 m \| \| \| 673,4 \| A75 \| A75 \| \| \| 675,3 \| Garabit \| 836 m \| \| \| 675,7 \| Truyère, Viaduc de Garabit (565 m) \| Truyère, Viaduc de Garabit (565 m) \| \| \| 677,5 \| A 75 \| A 75 \| \| \| 679 \| Ruynes-en-Margeride \| 832 m \| \| \| 685,7 \| Viaduc de Varillettes (100 m) \| Viaduc de Varillettes (100 m) \| \| \| 686,4 \| A 75 \| A 75 \| \| \| 689,6 \| Saint-Flour-Chaudes-Aigues \| 783 m \| \| \| 689,6 \| nach Beaumont-Lauriat \| nach Beaumont-Lauriat \| \| \| 690,9 \| Ander, Viaduc de Massalès (60 m) \| Ander, Viaduc de Massalès (60 m) \| \| \| 693,7 \| Andelat 820 m \| Andelat 820 m \| \| \| 695,2 \| Ander, Viaduc du Blaud (80 m) \| Ander, Viaduc du Blaud (80 m) \| \| \| 697,4 \| Viaduc de la Combe (30 m) \| Viaduc de la Combe (30 m) \| \| \| 697,7 \| Babory, Viaduc du Saillant (30 m) \| Babory, Viaduc du Saillant (30 m) \| \| \| 703 \| Talizat \| 943 m \| \| \| 703,6 \| Tunnel du col de Mallet (1454 m) \| Tunnel du col de Mallet (1454 m) \| \| \| \| Bahnstrecke Figeac–Arvant von Arvant \| \| \| \| 708,6 \| Neussargues \| 809 m \| \| \| \| Bahnstrecke Bort-les-Orgues–Neussargues n. Bort-les-Or. \| \| \| \| \| Bahnstrecke Figeac–Arvant nach Aurillac \| \| |                      |                                                                                              |                                                                                              |
| |                      | Bahnstrecke Bordeaux–Sète von Bordeaux                                                       |                                                                                              |
| Bahnhof | 431,6                | Béziers                                                                                      | 18 m                                                                                         |
| Abzweig geradeaus und nach rechts | 433                  | Bahnstrecke Bordeaux–Sète nach Sète                                                          | Bahnstrecke Bordeaux–Sète nach Sète                                                          |
| ehemaliger Haltepunkt / Haltestelle | 438,4                | La Capelière                                                                                 | 70 m                                                                                         |
| ehemaliger Bahnhof | 441,3                | Ribaute-lès-Lieuran                                                                          | 63 m                                                                                         |
| Brücke über Wasserlauf | 443,1                | Libron (36 m)                                                                                | Libron (36 m)                                                                                |
| ehemaliger Haltepunkt / Haltestelle | 443,4                | Lieuran-Bassan                                                                               | 70 m                                                                                         |
| ehemaliger Bahnhof | 446,7                | Espondeilhan                                                                                 | 103 m                                                                                        |
| Haltepunkt / Haltestelle | 450,1                | Magalas                                                                                      | 116 m                                                                                        |
| ehemaliger Bahnhof | 456,6                | Laurens                                                                                      | 174 m                                                                                        |
| Tunnel | 459,2                | Tunnel de Combe Escure (213 m)                                                               | Tunnel de Combe Escure (213 m)                                                               |
| Abzweig geradeaus und ehemals von rechts |                      | Bahnstrecke Faugères–Paulhan von Paulhan                                                     | Bahnstrecke Faugères–Paulhan von Paulhan                                                     |
| Tunnel | 462,9                | Tunnel de Labonneau (101 m)                                                                  | Tunnel de Labonneau (101 m)                                                                  |
| Tunnel | 464                  | Tunnel de Faugères (138 m)                                                                   | Tunnel de Faugères (138 m)                                                                   |
| Bahnhof | 464,5                | Faugères                                                                                     | 259 m                                                                                        |
| Tunnel | 465,2                | Tunnel de Pétafy (1862 m)                                                                    | Tunnel de Pétafy (1862 m)                                                                    |
| ehemaliger Haltepunkt / Haltestelle | 467,6                | La Caumette                                                                                  | 262 m                                                                                        |
| Verschwenkung von links (Strecke außer Betrieb) · Verschwenkung von rechts | 467,8                | Alte Trassenführung (bis 1884)                                                               | Alte Trassenführung (bis 1884)                                                               |
| Tunnel (Strecke außer Betrieb) · Strecke | 467,5                | Tunnel de La Caumette (623 m)                                                                | Tunnel de La Caumette (623 m)                                                                |
| Tunnel (Strecke außer Betrieb) · Strecke | 470,1                | Tunnel de Saint-Raphaël (133 m)                                                              | Tunnel de Saint-Raphaël (133 m)                                                              |
| Strecke (außer Betrieb) · Brücke | 471                  | Viaduc des Arénasses (162 m)                                                                 | Viaduc des Arénasses (162 m)                                                                 |
| Strecke (außer Betrieb) · Tunnel | 471,2                | Tunnel de Coste-Calde (256 m)                                                                | Tunnel de Coste-Calde (256 m)                                                                |
| Strecke (außer Betrieb) · Brücke über Wasserlauf | 472                  | Orb (111 m)                                                                                  | Orb (111 m)                                                                                  |
| Tunnel (Strecke außer Betrieb) · Strecke | 472,1                | Tunnel de Vèbres (82 m)                                                                      | Tunnel de Vèbres (82 m)                                                                      |
| Brücke über Wasserlauf (Strecke außer Betrieb) · Strecke | 472,5                | Viaduc de Vèbres (172 m)                                                                     | Viaduc de Vèbres (172 m)                                                                     |
| Tunnel (Strecke außer Betrieb) · Strecke | 473,5                | Tunnel de la Tourbelle (204 m)                                                               | Tunnel de la Tourbelle (204 m)                                                               |
| Bahnhof (Strecke außer Betrieb) · Strecke | 473,9                | Bédarieux (Alter Bahnhof)                                                                    | 224 m                                                                                        |
| Strecke (außer Betrieb) · Abzweig geradeaus und von links | 474,1                | Bahnstrecke Castres–Bédarieux von Castres                                                    | Bahnstrecke Castres–Bédarieux von Castres                                                    |
| Strecke (außer Betrieb) · Bahnhof | 474,5                | Bédarieux                                                                                    | 196 m                                                                                        |
| Brücke über Wasserlauf (Strecke außer Betrieb) · Strecke | 474,6                | Viaduc de l’Orb (554 m)                                                                      | Viaduc de l’Orb (554 m)                                                                      |
| Verschwenkung nach links (Strecke außer Betrieb) · Verschwenkung nach rechts | 475 476,7            | Abzw. Viaduc de l’Orb (Kilometersprung)                                                      | Abzw. Viaduc de l’Orb (Kilometersprung)                                                      |
| Tunnel | 476,9                | Tunnel du Four-à-Chaux (358 m)                                                               | Tunnel du Four-à-Chaux (358 m)                                                               |
| ehemaliger Haltepunkt / Haltestelle | 477,6                | La Tour-sur-Orb (Alter Bahnhof)                                                              | 210 m                                                                                        |
| |                      |                                                                                              |                                                                                              |
| Abzweig geradeaus und ehemals nach links |                      | Bahnstrecke La Tour-sur-Orb–Plaisance-Andabre nach Plaisance-A.                              | Bahnstrecke La Tour-sur-Orb–Plaisance-Andabre nach Plaisance-A.                              |
| |                      |                                                                                              |                                                                                              |
| ehemaliger Haltepunkt / Haltestelle | 478,6                | La Tour-sur-Orb (neu)                                                                        | 245 m                                                                                        |
| Brücke | 483,4                | Viaduc de Cagaronne (63 m)                                                                   | Viaduc de Cagaronne (63 m)                                                                   |
| Bahnhof | 483,6                | Le Bousquet-d’Orb                                                                            | 251 m                                                                                        |
| Brücke über Wasserlauf | 484,1                | Orb (74 m)                                                                                   | Orb (74 m)                                                                                   |
| Tunnel | 486,6                | Tunnel de Lunas (112 m)                                                                      | Tunnel de Lunas (112 m)                                                                      |
| Haltepunkt / Haltestelle | 486,8                | Lunas                                                                                        | 284 m                                                                                        |
| Brücke | 489,1                | Viaduc du Béros (92 m)                                                                       | Viaduc du Béros (92 m)                                                                       |
| Brücke | 489,9                | Viaduc du Valat Heirne (43 m)                                                                | Viaduc du Valat Heirne (43 m)                                                                |
| ehemaliger Bahnhof | 490,2                | Joncels                                                                                      | 373 m                                                                                        |
| Brücke über Wasserlauf | 490,5                | Viaduc de Juin (ruisseau de Juin) (57 m)                                                     | Viaduc de Juin (ruisseau de Juin) (57 m)                                                     |
| Tunnel | 492,6                | Tunnel des Joncelets (ou de La Boissière) (203 m)                                            | Tunnel des Joncelets (ou de La Boissière) (203 m)                                            |
| Brücke über Wasserlauf | 493                  | Viaduc de l’Usclade (ruisseau de Sauclet) (125 m)                                            | Viaduc de l’Usclade (ruisseau de Sauclet) (125 m)                                            |
| Tunnel | 493,3                | Tunnel des Cabrils n°1 (1426 m)                                                              | Tunnel des Cabrils n°1 (1426 m)                                                              |
| Tunnel | 494,7                | Tunnel des Cabrils n°2 (160 m)                                                               | Tunnel des Cabrils n°2 (160 m)                                                               |
| Haltepunkt / Haltestelle | 495,3                | Les Cabrils                                                                                  | 525 m                                                                                        |
| Haltepunkt / Haltestelle | 500,3                | Ceilhes-Roqueredonde                                                                         | 462 m                                                                                        |
| Grenze auf Brücke über Wasserlauf | 500,7                | Orb (24 m); Département Hérault/Aveyron                                                      | Orb (24 m); Département Hérault/Aveyron                                                      |
| Tunnel | 504,7                | Tunnel de Saint-Xist (1722 m)                                                                | Tunnel de Saint-Xist (1722 m)                                                                |
| Haltepunkt / Haltestelle | 508,1                | Montpaon                                                                                     | 481 m                                                                                        |
| Brücke über Wasserlauf | 509,1                | Sorgues (29 m)                                                                               | Sorgues (29 m)                                                                               |
| Tunnel | 511,7                | Tunnel de Saint-Beaulize (121 m)                                                             | Tunnel de Saint-Beaulize (121 m)                                                             |
| ehemaliger Bahnhof | 512                  | Lauglanet-Saint-Beaulize                                                                     | 562 m                                                                                        |
| ehemaliger Bahnhof | 514,1                | Lauglanet-Saint-Beaulize (Alter Bahnhof)                                                     | 609 m                                                                                        |
| Tunnel | 517,3                | Tunnel du Puech-Loubié (26 m)                                                                | Tunnel du Puech-Loubié (26 m)                                                                |
| ehemaliger Bahnhof | 518,1                | Saint-Jean-et-Saint-Paul                                                                     | 500 m                                                                                        |
| |                      |                                                                                              |                                                                                              |
| Abzweig geradeaus und ehemals von links | 521,9                | Bahnstrecke Tournemire-Roquefort–Saint-Affrique von Saint-Affrique                           | Bahnstrecke Tournemire-Roquefort–Saint-Affrique von Saint-Affrique                           |
| |                      |                                                                                              |                                                                                              |
| Bahnhof | 524,6                | Tournemire-Roquefort                                                                         | 498 m                                                                                        |
| Abzweig geradeaus und ehemals nach rechts |                      | Bahnstrecke Tournemire-Roquefort–Le Vigan nach Le Vigan                                      | Bahnstrecke Tournemire-Roquefort–Le Vigan nach Le Vigan                                      |
| Brücke über Wasserlauf | 529,9                | Cernon (31 m)                                                                                | Cernon (31 m)                                                                                |
| Bahnhof | 531,7                | Saint-Rome-de-Cernon                                                                         | 404 m                                                                                        |
| Brücke über Wasserlauf | 534,3                | Cernon (33 m)                                                                                | Cernon (33 m)                                                                                |
| Haltepunkt / Haltestelle | 538,2                | Saint-Georges-de-Luzençon                                                                    | 356 m                                                                                        |
| Brücke über Wasserlauf | 540,1                | Cernon (127 m)                                                                               | Cernon (127 m)                                                                               |
| ehemaliger Haltepunkt / Haltestelle | 541,8                | Peyre                                                                                        | 347 m                                                                                        |
| Strecke mit Straßenbrücke | 543,7                | Viaduc de Millau                                                                             | Viaduc de Millau                                                                             |
| Tunnel | 547,5                | Tunnel de Calès (91 m)                                                                       | Tunnel de Calès (91 m)                                                                       |
| Bahnhof | 549,4                | Millau                                                                                       | 379 m                                                                                        |
| Dienststation / Betriebs- oder Güterbahnhof | 555,5                | Aguessac                                                                                     | 372 m                                                                                        |
| Brücke | 556,5                | Viaduc d’Aguessac (239 m)                                                                    | Viaduc d’Aguessac (239 m)                                                                    |
| Brücke | 557,2                | Viaduc des Terrals (214 m)                                                                   | Viaduc des Terrals (214 m)                                                                   |
| Tunnel | 558,5                | Tunnel de Pergassan (71 m)                                                                   | Tunnel de Pergassan (71 m)                                                                   |
| ehemaliger Haltepunkt / Haltestelle | 559,9                | La Cresse-Rivière                                                                            | 507 m                                                                                        |
| Tunnel | 560,5                | Tunnel de Rivière (101 m)                                                                    | Tunnel de Rivière (101 m)                                                                    |
| Brücke | 561,7                | Viaduc de Lavade (45 m)                                                                      | Viaduc de Lavade (45 m)                                                                      |
| Tunnel | 562,3                | Tunnel de Sagnas (78 m)                                                                      | Tunnel de Sagnas (78 m)                                                                      |
| Tunnel | 564,8                | Tunnel de Vézouillac (303 m)                                                                 | Tunnel de Vézouillac (303 m)                                                                 |
| Brücke | 565,4                | Viaduc de Vézouillac (165 m)                                                                 | Viaduc de Vézouillac (165 m)                                                                 |
| Tunnel | 568,6                | Tunnel de la Souque (243 m)                                                                  | Tunnel de la Souque (243 m)                                                                  |
| Tunnel | 569,6                | Tunnel de Mialas (653 m)                                                                     | Tunnel de Mialas (653 m)                                                                     |
| ehemaliger Haltepunkt / Haltestelle | 570,5                | Engayresque                                                                                  | 839 m                                                                                        |
| Tunnel | 571                  | Tunnel d’Engayresque (872 m)                                                                 | Tunnel d’Engayresque (872 m)                                                                 |
| Tunnel | 574,6                | Tunnel de Gaudolet (81 m)                                                                    | Tunnel de Gaudolet (81 m)                                                                    |
| Tunnel | 574,8                | Tunnel de la Grotte (77 m)                                                                   | Tunnel de la Grotte (77 m)                                                                   |
| Tunnel | 575,1                | Tunnel de Sermels (117 m)                                                                    | Tunnel de Sermels (117 m)                                                                    |
| Brücke über Wasserlauf | 579                  | Aveyron (19 m)                                                                               | Aveyron (19 m)                                                                               |
| Bahnhof | 579,6                | Sévérac-le-Château                                                                           | 670 m                                                                                        |
| Abzweig geradeaus und nach links | 579,9                | Bahnstrecke Sévérac-le-Château–Rodez nach Rodez                                              | Bahnstrecke Sévérac-le-Château–Rodez nach Rodez                                              |
| Tunnel | 585,8                | Tunnel du Bez (723 m)                                                                        | Tunnel du Bez (723 m)                                                                        |
| ehemaliger Haltepunkt / Haltestelle | 588,8                | Tarnesque                                                                                    | 772 m                                                                                        |
| Tunnel | 590,2                | Tunnel de Tarnesque (327 m)                                                                  | Tunnel de Tarnesque (327 m)                                                                  |
| Brücke | 590,7                | Viaduc de Tarnesque (112 m)                                                                  | Viaduc de Tarnesque (112 m)                                                                  |
| Tunnel | 592,1                | Tunnel de Séguy (297 m)                                                                      | Tunnel de Séguy (297 m)                                                                      |
| Bahnhof | 593,2                | Campagnac-Saint-Geniez                                                                       | 660 m                                                                                        |
| Tunnel | 593,5                | Tunnel de Campagnac (1199 m)                                                                 | Tunnel de Campagnac (1199 m)                                                                 |
| Brücke | 596,1                | Viaduc de Saint-Laurent-d’Olt (269 m)                                                        | Viaduc de Saint-Laurent-d’Olt (269 m)                                                        |
| ehemaliger Bahnhof | 597,7                | Saint-Laurent-d’Olt                                                                          | 545 m                                                                                        |
| Grenze | 599,8                | Département Aveyron/Lozère                                                                   | Département Aveyron/Lozère                                                                   |
| Brücke über Wasserlauf | 599,9                | Lot, Viaduc de Miègerivière (100 m)                                                          | Lot, Viaduc de Miègerivière (100 m)                                                          |
| Haltepunkt / Haltestelle | 605,6                | Banassac-La Canourgue                                                                        | 529 m                                                                                        |
| Brücke über Wasserlauf | 608,6                | Lot, Viaduc de Jarnelle (88 m)                                                               | Lot, Viaduc de Jarnelle (88 m)                                                               |
| Tunnel | 609,1                | Tunnel de Salmon (223 m)                                                                     | Tunnel de Salmon (223 m)                                                                     |
| ehemaliger Haltepunkt / Haltestelle | 609,3                | Auxillac-Montjézieu                                                                          | 590 m                                                                                        |
| Tunnel | 610,6                | Tunnel d’Auxillac (202 m)                                                                    | Tunnel d’Auxillac (202 m)                                                                    |
| Tunnel | 611,6                | Tunnel de Célets (614 m)                                                                     | Tunnel de Célets (614 m)                                                                     |
| Tunnel | 612,4                | Tunnel de Pontilhac (267 m)                                                                  | Tunnel de Pontilhac (267 m)                                                                  |
| Brücke über Wasserlauf | 612,8                | Lot, Viaduc de Moriès (69 m)                                                                 | Lot, Viaduc de Moriès (69 m)                                                                 |
| Tunnel | 612,9                | Tunnel des Ajustons (63 m)                                                                   | Tunnel des Ajustons (63 m)                                                                   |
| Brücke über Wasserlauf | 613                  | Viaduc des Ajustons (Colagne) (45 m)                                                         | Viaduc des Ajustons (Colagne) (45 m)                                                         |
| Brücke über Wasserlauf | 613,6                | 2× Viaduc de Saint-Pierre und Bois-Rôti (35 m+56 m)                                          | 2× Viaduc de Saint-Pierre und Bois-Rôti (35 m+56 m)                                          |
| |                      |                                                                                              |                                                                                              |
| Abzweig geradeaus und von rechts |                      | Bahnstrecke Monastier–La Bastide-Saint-Laurent-les-Bains von La Bastide-St-Laurent-les-Bains | Bahnstrecke Monastier–La Bastide-Saint-Laurent-les-Bains von La Bastide-St-Laurent-les-Bains |
| |                      |                                                                                              |                                                                                              |
| Brücke über Wasserlauf | 614,1                | Viaduc de la Bohémienne (Colagne) (45 m)                                                     | Viaduc de la Bohémienne (Colagne) (45 m)                                                     |
| Bahnhof | 615,2                | Le Monastier                                                                                 | 611 m                                                                                        |
| Haltepunkt / Haltestelle | 617,4                | Chirac                                                                                       | 639 m                                                                                        |
| Brücke über Wasserlauf | 617,7                | Viaduc de Chirac (Viouriègre) (65 m)                                                         | Viaduc de Chirac (Viouriègre) (65 m)                                                         |
| Brücke über Wasserlauf | 619,9                | Viaduc du Piou (175 m)                                                                       | Viaduc du Piou (175 m)                                                                       |
| Bahnhof | 620,3                | Marvejols                                                                                    | 680 m                                                                                        |
| Brücke | 622,3                | Viaduc de Sénouard (228 m)                                                                   | Viaduc de Sénouard (228 m)                                                                   |
| Brücke | 623,5                | Viaduc de Maison Rouge (78 m)                                                                | Viaduc de Maison Rouge (78 m)                                                                |
| Brücke | 624,6                | Viaduc du Lignon (130 m)                                                                     | Viaduc du Lignon (130 m)                                                                     |
| Brücke | 624,9                | Viaduc de Chanteperdrix (231 m)                                                              | Viaduc de Chanteperdrix (231 m)                                                              |
| Brücke | 626,2                | Viaduc de Merdaric (80 m)                                                                    | Viaduc de Merdaric (80 m)                                                                    |
| Tunnel | 626,4                | Tunnel de Sainte-Lucie (1104 m)                                                              | Tunnel de Sainte-Lucie (1104 m)                                                              |
| Tunnel | 628,4                | Tunnel de la Griffoulière (105 m)                                                            | Tunnel de la Griffoulière (105 m)                                                            |
| Tunnel | 628,8                | Tunnel d’Estoura (213 m)                                                                     | Tunnel d’Estoura (213 m)                                                                     |
| Brücke über Wasserlauf | 629,7                | Crueize, Viaduc de l’Enfer (170 m)                                                           | Crueize, Viaduc de l’Enfer (170 m)                                                           |
| Brücke | 632,5                | Viaduc de Chapchiniès (56 m)                                                                 | Viaduc de Chapchiniès (56 m)                                                                 |
| Tunnel | 634,5                | Tunnel du Born (511 m)                                                                       | Tunnel du Born (511 m)                                                                       |
| ehemaliger Bahnhof | 635,1                | Saint-Sauveur-de-Peyre                                                                       | 1030 m                                                                                       |
| Brücke über Wasserlauf | 637,9                | Viaduc du Triboulin (56 m)                                                                   | Viaduc du Triboulin (56 m)                                                                   |
| Tunnel | 641,1                | Tunnel d’Aumont (235 m)                                                                      | Tunnel d’Aumont (235 m)                                                                      |
| Bahnhof | 641,9                | Aumont-Aubrac                                                                                | 1041 m                                                                                       |
| Brücke über Wasserlauf | 646,1                | Viaduc de la Rimeize (130 m)                                                                 | Viaduc de la Rimeize (130 m)                                                                 |
| Strecke mit Straßenbrücke | 646,6                | A 75 (75 m)                                                                                  | A 75 (75 m)                                                                                  |
| Bahnhof | 652,9                | Saint-Chély-d’Apcher                                                                         | 994 m                                                                                        |
| Tunnel | 657                  | Tunnel d’Herbouze (343 m)                                                                    | Tunnel d’Herbouze (343 m)                                                                    |
| ehemaliger Bahnhof | 660,6                | Arcomie                                                                                      | 1054 m                                                                                       |
| Grenze | 663,5                | Départementgrenze Lozère-Cantal                                                              | Départementgrenze Lozère-Cantal                                                              |
| Strecke mit Straßenbrücke | 665,2                | A 75                                                                                         | A 75                                                                                         |
| ehemaliger Bahnhof | 668,1                | Loubaresse                                                                                   | 953 m                                                                                        |
| Strecke mit Straßenbrücke | 673,4                | A75                                                                                          | A75                                                                                          |
| ehemaliger Bahnhof | 675,3                | Garabit                                                                                      | 836 m                                                                                        |
| Brücke über Wasserlauf | 675,7                | Truyère, Viaduc de Garabit (565 m)                                                           | Truyère, Viaduc de Garabit (565 m)                                                           |
| Strecke mit Straßenbrücke | 677,5                | A 75                                                                                         | A 75                                                                                         |
| ehemaliger Bahnhof | 679                  | Ruynes-en-Margeride                                                                          | 832 m                                                                                        |
| Brücke | 685,7                | Viaduc de Varillettes (100 m)                                                                | Viaduc de Varillettes (100 m)                                                                |
| Strecke mit Straßenbrücke | 686,4                | A 75                                                                                         | A 75                                                                                         |
| Bahnhof | 689,6                | Saint-Flour-Chaudes-Aigues                                                                   | 783 m                                                                                        |
| Abzweig geradeaus und ehemals nach rechts | 689,6                | nach Beaumont-Lauriat                                                                        | nach Beaumont-Lauriat                                                                        |
| Brücke über Wasserlauf | 690,9                | Ander, Viaduc de Massalès (60 m)                                                             | Ander, Viaduc de Massalès (60 m)                                                             |
| ehemaliger Bahnhof | 693,7                | Andelat 820 m                                                                                | Andelat 820 m                                                                                |
| Brücke über Wasserlauf | 695,2                | Ander, Viaduc du Blaud (80 m)                                                                | Ander, Viaduc du Blaud (80 m)                                                                |
| Brücke | 697,4                | Viaduc de la Combe (30 m)                                                                    | Viaduc de la Combe (30 m)                                                                    |
| Brücke über Wasserlauf | 697,7                | Babory, Viaduc du Saillant (30 m)                                                            | Babory, Viaduc du Saillant (30 m)                                                            |
| ehemaliger Bahnhof | 703                  | Talizat                                                                                      | 943 m                                                                                        |
| Tunnel | 703,6                | Tunnel du col de Mallet (1454 m)                                                             | Tunnel du col de Mallet (1454 m)                                                             |
| Abzweig geradeaus und von rechts |                      | Bahnstrecke Figeac–Arvant von Arvant                                                         | Bahnstrecke Figeac–Arvant von Arvant                                                         |
| Bahnhof | 708,6                | Neussargues                                                                                  | 809 m                                                                                        |
| Abzweig geradeaus und nach rechts |                      | Bahnstrecke Bort-les-Orgues–Neussargues n. Bort-les-Or.                                      | Bahnstrecke Bort-les-Orgues–Neussargues n. Bort-les-Or.                                      |
| |                      | Bahnstrecke Figeac–Arvant nach Aurillac                                                      |                                                                                              |

Die Bahnstrecke Béziers–Neussargues (französisch auch Ligne des Causses nach dem gleichnamigen Gebirge benannt) ist eine 277 Kilometer lange eingleisige Hauptbahn in Südfrankreich. Sie verläuft nahezu in Nord-Süd-Richtung und verbindet die Stadt Béziers im Süden über Millau mit dem fast 800 Höhenmeter aufwärts im Zentralmassiv gelegenen Eisenbahnknoten Neussargues-Moissac. Es verkehren heute Regional-, Interregional- und Güterzüge. Wichtigstes und größtes Einzelbauwerk ist der Viaduc de Garabit von Gustave Eiffel.

## Geschichte

### Beteiligte Gesellschaften

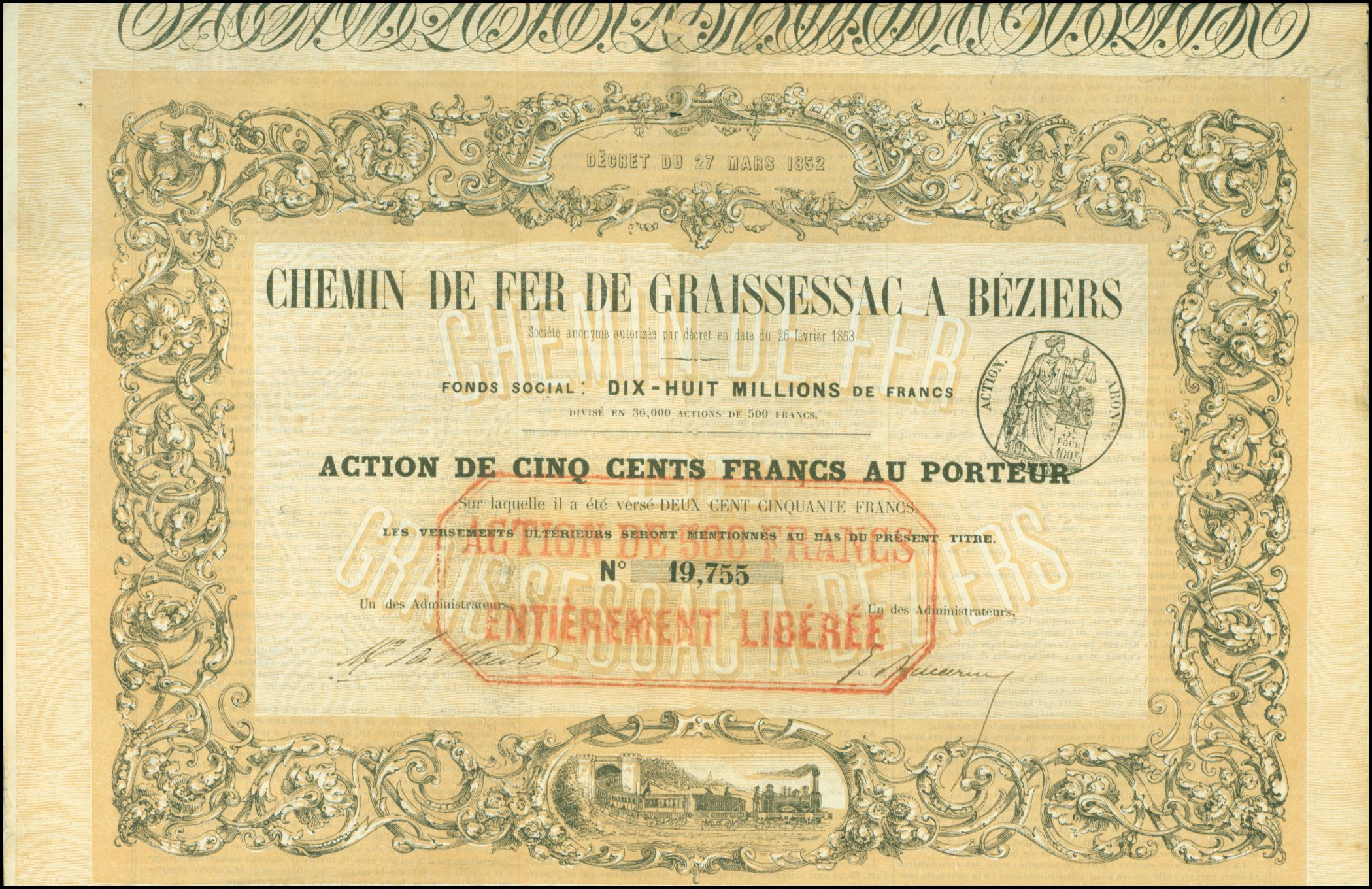
Aktie der Compagnie du chemin de fer de Graissessac à Béziers vom 26. Januar 1853

Die Planungen und der Bau der Strecke gingen von Béziers im Département Hérault aus. Ziel waren Transportmöglichkeiten der Gruben rund um Graissessac. Federführend war die 1845 gegründete Compagnie des mines de Graissessac. Für den Streckenbau und -betrieb wurde im Februar 1853 die Compagnie du chemin de fer de Graissessac à Béziers gegründet. Elf Monate zuvor war die Konzession für den Streckenbau erteilt worden. Die Gesellschaft ging 1858 in einer Zwangsverwaltung an den Staat, der sie 1865 an die Compagnie des chemins de fer du Midi (CF du Midi) überführte. Ein halbes Jahr nach Konkurseröffnung konnte am 6. September 1858 die erste Teilstrecke bis Bédarieux eröffnet werden, zunächst nur für Güterverkehr, ab dem 1. September 1859 dann auch mit Personenzügen.
Die Minengesellschaft ging wegen der Finanzschwierigkeiten 1857 ebenfalls Konkurs, wurde aber 1860 unter dem Namen Compagnie-Usquin-mines wiedergegründet.
Nach Inbetriebnahme der Strecke wurde von Seiten Béziers’ eine neue Konzession bis Millau beantragt. Man beabsichtigte, landwirtschaftliche Erzeugnisse, dabei vor allem Wein, günstiger in den Großraum Paris bringen zu können. Die kürzeste Verbindung nach Paris ging von Neussargues über die inzwischen stillgelegte Bahnstrecke Neussargues–Bort-les-Orgues und Evaux-les-Bains.: S. 17 Aber auch für die Region des Zentralmassivs war die Verbindung eine wichtige Errungenschaft. Für deren Bewohner war die neue Zuwegung vor allem wichtig für den Absatz ihrer Molkereiprodukte und für den gerade aufkommenden Tourismus.
Seit der Verstaatlichung der französischen Eisenbahngesellschaften 1938 gehört die Strecke zur Société nationale des chemins de fer français (SNCF).

### Streckenbau

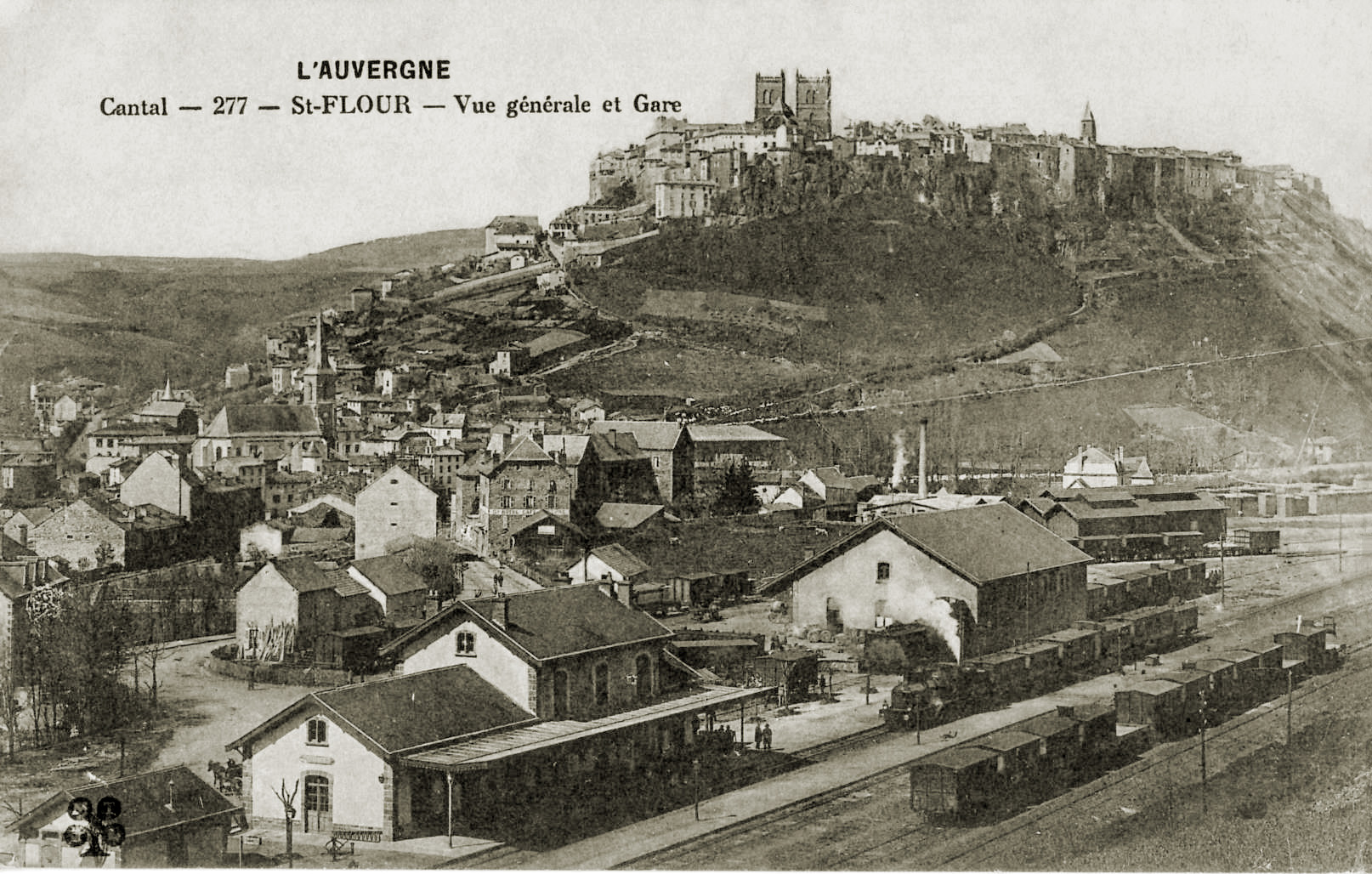
Bahnhof Saint-Flour, 1916

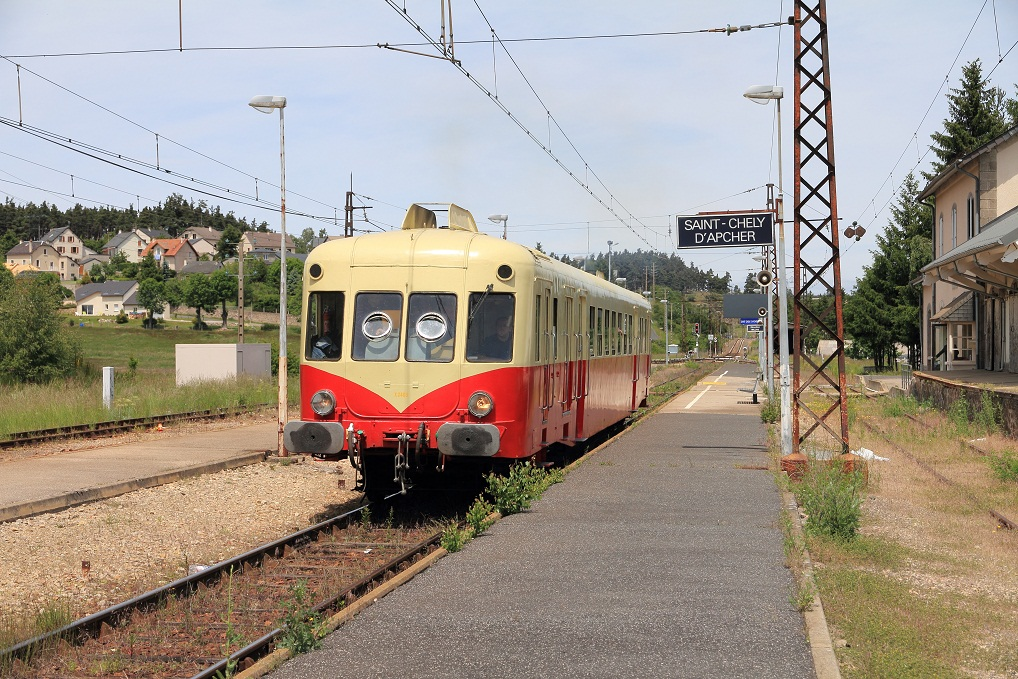
Bahnhof Saint-Chély-d’Apcher mit Museumstriebwagen X 2403, 2011

Der neue, finanziell wesentlich stärkere Streckeneigentümer CF du Midi konnte den Weiterbau gen Norden trotz sehr schwierigen Terrains ambitioniert fortsetzen. Nach erneuter Konzessionsfreigabe waren von der Abzweigung bei La Tour-sur-Orb bis 1872 die sechs Kilometer bis Le Bousquet-d'Orb fertiggestellt, zum 18. Oktober 1874 folgten knapp 66 Kilometer bis Millau einschließlich der beiden längsten Tunnel auf der gesamten Strecke von 1,7 bzw. 1,4 Kilometern, zum 14. Mai 1880 wurde dann die 30 km lange Teilstrecke bis Sévérac-le-Château geöffnet. Dieser Abschnitt benötigte vier Brücken mit einer Gesamtlänge von 663 m und zehn Tunnel von insgesamt 2,6 km Länge. Der 26 km lange Abschnitt bis Banassac-La Canourgue im Département Lozère konnte zum 14. August 1883 in Betrieb genommen werden, die Verlängerung über Le Monastier bis Marvejols mit der Länge von 15 km ein halbes Jahr später am 3. Mai 1884.
Die Fertigstellung des nun folgenden Streckenteils bis Saint-Chély-d’Apcher dauerte bis zum 9. Mai 1887, da auch hier wieder zahlreiche Brücken und Tunnel zu schlagen waren. Das gut 55 km lange Schlussstück bis Neussargues wurde eineinhalb Jahre später am 10. November 1888 für den Verkehr freigegeben, mehr als 30 Jahre nach dem ersten Teilstück. Damit war neben Pointe de Grave an der Bahnstrecke Bordeaux-St-Louis–Pointe de Grave der nördlichste Punkt des bald 4000 km langen Gesamtnetzes der Gesellschaft.
In Neussargues bestand seit 1868 mit der Bahnstrecke Figeac–Arvant bereits eine Verbindung in Richtung Brive-la-Gaillarde (Westen) und Clermont-Ferrand (Nordosten). Das sehr steile Profil der Strecke verursachte hohe Kosten in Betrieb und Unterhalt und man dürfte sich Wettbewerbsvorteile gegenüber konkurrierenden Bahngesellschaften erhofft haben.
Bereits sehr früh begann die Elektrifizierung der Strecke: in den Jahren 1931/32 waren sonst noch kaum andere Bahnen auf elektrischen Betrieb umgestellt worden. Die CF du Midi gründete dafür die Tochtergesellschaft Société Hydro-Électrique du Midi (SHEM). Die Elektrizitätsversorgung bediente zunächst das Kraftwerk der Pinet-Talsperre im Tal des Tarn, das in den Jahren 1926 bis 1929 errichtet worden war, später das Kraftwerk der Marèges-Talsperre, das 1935 in Betrieb ging. Zudem gab es eine Fernleitung über Toulouse nach St. Victor nahe Tournemire von den verschiedenen Wasserkraftwerken in den Pyrenäen für den Energieverbund.

## Streckenverlauf
Aufgrund der für einen Bahnbau schwierigen Physikalischen Geographie des dünn besiedelten Zentralmassivs zeichnet sich die Strecke durch eine Vielzahl an Kunstbauten sowie mehrere erhebliche An- und Abstiege in tief eingeschnittene Flusstäler aus.

### Béziers – Millau
Die Bahnstrecke beginnt in Béziers, verlässt ostwärts in einem Linksbogen die Magistrale und strebt unmittelbar nordwärts durch das ebene Terrain in der Libron-Niederung bis Laurens, wo der Südsaum des Zentralmassivs erreicht wird.
Nördlich von Laurens werden nun – zum Aufstieg ins Haut-Languedoc – in einem weit ausholenden ostwärts gerichteten Bogen von der Höhe herabziehende, fächerförmig verzweigte Gewässerwurzeln ausgefahren und im Tunnel de Pétafy unter dem querliegenden Höhenrücken ein Seitental des Orb erreicht, in welchem man bis Hérépian in das Haupttal gelangt. Weiter nach Bédarieux wurde die Bahnstrecke an der nördlichen Talflanke angelegt. Dem Orb wird flussaufwärts nun weiter an der westlichen Talseite bis Le Bousquet-d’Orb gefolgt, wo die Bahnstrecke ins Tal des Graveson wechselt und dieses bis zum (großen) Tunnel des Cabrils gewässeraufwärts nutzt. Der folgende Haltepunkt Les Cabrils auf dem Gemeindegebiet von Roqueredonde soll einer der einsamsten in Frankreich sein. Entlang eines Oberlaufs des Orb, der Tès, geht es dann bis zur Mündung der Vérenne in den Orb, der bis zum Tunnel de Saint-Xist gefolgt wird, mit dem man die Westabdachung des Plateau du Guilhaumard durchstößt. Weiter geht es hinab ins Tal der Sorgues, das bei Fondamente bereits wieder – immer näher an den Fuß der Causse du Larzac hin in flachen Gewässersenken – verlassen wird. Das berühmte Roquefort-sur-Soulzon wird tangiert und dann entlang des Cernon nordwärts das Tal des Tarn bei Peyre erreicht. Dabei wird der Fluss an seine nördliche Talflanke hin überquert und Letzterer bis Millau, auch unter dem imposanten Viaduc de Millau der Autoroute A75 hindurch, gefolgt.

### Millau – Le Monastier
Die Bahnstrecke begleitet den Tarn an dessen westlichem Talflankenfuß bis Aguessac, von wo aus die Trassierung den Anstieg auf die nördlich davon gelegene Plateaufläche zunächst in Hanglage noch über dem Tarn in Angriff nimmt. Über Rivière-sur-Tarn dreht die Linie nordwärts in ein weites Seitenbecken der Gorges du Tarn ab und nützt die Topographie weiter für den Aufstieg zum Col de l'Engayresque, der (parallel zur darüber geführten Autoroute A75) im Tunnel d’Engayresque in die Furche der Verlenque hinein unterfahren wird. Nach dem ehemaligen Knotenbahnhof Sévérac-le-Château auf der Causse de Sévérac steigt die Bahntrasse nordwestwärts unter Ausnutzung der Geländekante zum Col de Lagarde auf rund 800 Meter Seehöhe auf und fällt anschließend unter Ausnutzung von Gewässerfurchen ab ins Tal der Serre, von wo aus im Tunnel de Campagnac an die Südflanke des Lot-Tals übersetzt wird. Der Talboden des Lot ist bei Malvezy erreicht, wo der Fluss an seine rechte (nördliche) Talseite hin übersetzt wird. Bei Banassac wendet sich das Lottal nordwärts und die Autoroute A75 kreuzt auf ihrem Weg südwärts die Bahnstrecke. Zur Abkürzung enger Flussschleifen wird in weiterer Folge auf den linksseitigen (östlichen) Talhang und schließlich südlich von Le Monastier ins Tal der Colagne gewechselt.

### Le Monastier – Neussargues
Der Trennungsbahnhof wird an der westlichen Talflanke nordwärts im Tal der Colagne verlassen und dieser bis Marvejols gefolgt. Bereits vor der Ortschaft beginnt der weitere Anstieg, zunächst unter westlicher Ausfahrung des Beckens, sodann Ausnutzung eines Seitengrabens des Haupttals und Durchbohrung eines Bergrückens im Tunnel de Sainte-Lucie ins Tal der Crueize hinein, das mittels des sehenswerten Viaduc de l’Enfer Richtung Chapchiniès-Tal überbrückt wird. Schließlich ist nach dem Tunnel du Born östlich von Saint-Sauveur-de-Peyre wieder die Hochfläche (und damit etwas mehr als 1000 m Seehöhe) erreicht. Unspektakulär geht es nun weiter über Aumont-Aubrac und Saint-Chély-d’Apcher am Ostrand des Aubrac weitgehend parallel zur Autoroute A75. Nordwärts gelangt die Trasse auf der Hochfläche zwischen dem Gewässernetz der Arcomie und dem Tal der Truyère zum berühmten Garabit-Viadukt, mit dem die Truyère westlich der Autobahnbrücke überspannt wird.
Die Bahnstrecke hält sich dann östlich der Autobahntrasse in flachen Geländesenken nordwärts, um im Osten der Margeride nach Saint-Flour (Cantal) in das Tal der Ander abzufallen. Der Aufstieg ins Planèze de Saint-Flour nordwestwärts wird über das Tal des Babory bewerkstelligt, sodass beim Bahnhof von Talizat nahezu wieder 950 m Seehöhe erreicht werden. Allerdings währt hier das Plateau nicht lange und so erfolgt rasch der Abstieg bis Neussargues nach dem Tunnel du Col de Mallet an der Südflanke des Alagnon-Tals.

## Verkehr
Anfang des 20. Jahrhunderts gab es einen Nachtzug Paris–Saint-Flour.: S. 18 Später verkehrte diese Garnitur bis 2003 über Clermont-Ferrand bis Béziers und wurde 2007 eingestellt. Heute ist die Strecke von eher untergeordneter Bedeutung. In der Region Auvergne gibt es auf dieser Strecke keine TER-Verbindungen und im Département Hérault gilt die TER-Verbindung als langsam und unbequem, weil die Bahnhöfe oft weit von den Ortszentren entfernt sind und Bus oder Auto sich als praktischer erweisen. Nach der Entgleisung eines Zuges im Jahr 2006 wurde auf dem Abschnitt zwischen Neussargues und Loubaressee eine Geschwindigkeitsbeschränkung auf 40 km/h veranlasst. Nach der Wiederherstellung des Abschnitts für 7,5 Mio. Euro konnte dort anschließend wieder mit 75 km/h gefahren werden. Insgesamt ist die Strecke zu schwach ausgelastet, um eine grundlegendere Renovierung anzustreben.
Eine Schließung der Strecke zum Jahreswechsel 2015/16 war im Gespräch, doch vor allem in der Region Saint-Chély befürchtet man mit 100 zusätzlichen Lastwagen täglich einen LKW-Kollaps auf der RN 106.
Auch 2019 noch war die Zukunft der Strecke nicht sicher. Zwar fand im Sommer für 3,9 Mio. Euro ein Schienenaustausch im Abschnitt Millau–Sévérac statt, der auch weiter fortgesetzt wird, doch sind die Gleise durch den starken Verkehr zum Arcelor-Mittal-Werk in Saint-Chély-d’Apcher stark beansprucht.
Es bestand die Befürchtung, dass der Abschnitt Saint-Chély-d’Apcher – Neussargues en Pinatelle im Dezember 2023 (Personenverkehr) bzw. Dezember 2024 (Güterverkehr) eingestellt wird.
Die Bahnstrecke wird in den Monaten März und Oktober 2024 zwischen Andelat und Loubaresse saniert. Insgesamt werden für 43 Millionen € unter anderem 55 Kilometer Gleise ausgetauscht. Der Staat beteiligt sich mit 91 % der Finanzierung an den Baukosten, die restlichen 4 Mio. kommen vom SNCF Réseau. Die Schienen in diesem Streckenabschnitt stammten aus den 1930er Jahren, erklärt der zuständige Bauleiter von SNCF Réseau. Am 31. Oktober wird mit der Wiedereröffnung gerechnet.

## Unfall
Am Samstag, den 26. Februar 2006 entgleiste gegen 14:45 Uhr der Corail 5941 von Paris nach Béziers in der Höhe von Saint-Flour bei Streckenkilometer 692,4. Zwei Reisende wurden dabei verletzt. Die Lokomotive sowie die ersten drei Wagen wurden aus den Gleisen auf den daneben liegenden Felsen geworfen, 100 Meter Gleis wurden unbrauchbar. Grund war altersschwaches Schwellen- und Gleismaterial.